# Regering-Pierlot III
De regering-Pierlot III (3 september 1939 - 5 januari 1940) was een Belgische regering. Het was een coalitie van de Katholiek Blok (73 zetels), de BWP (64 zetels) en de Liberale Partij (33 zetels). 
De regering volgde de regering-Pierlot II op nadat ze, bij het uitbreken van de Tweede Wereldoorlog op 3 september 1939, werd uitgebreid met de socialisten om zo een regering van nationale eenheid te vormen. De regering werd opgevolgd door de  regering-Pierlot IV.

## Verloop
De invasie van Polen door Nazi-Duitsland en de Sovjet-Unie bracht premier Hubert Pierlot ertoe zijn katholiek-liberale regering uit te breiden met de socialisten en zo een regering van nationale eenheid te vormen waarin het parlement volledige bevoegdheden kreeg. Het Belgische leger, waarvan koning Leopold III het bevel voerde, werd gemobiliseerd. Dit was echter een defensieve mobilisatie, waarbij België erop aandrong dat het neutraal bleef in het conflict.
België en Nederland hoopten nog steeds dat een regeling met de Asmogendheden mogelijk was, ondanks de informatie van de Belgische ambassadeurs in Berlijn en Rome. De mobilisatie van het leger had echter zo'n negatief effect op de economie dat sommige militairen terug mochten keren naar het civiele werk. Bovendien pleitten sommige ministers voor een toenadering tot Frankrijk en het Verenigd Koninkrijk, terwijl Leopold III vasthield aan de noodzaak om de neutraliteit van het land te handhaven.
Binnenlandse politieke ruzies waren niet onbestaand. De regering nam ontslag nadat de liberalen de taalkundige dualiteit van het Ministerie van Onderwijs hadden verworpen. 

## Samenstelling
De regering telde 18 ministers: 6 voor de katholieken, 5 voor de socialisten, 4 voor de liberalen. Daarnaast telde de regering drie experts.
| Ambtsbekleder | Ambtsbekleder | Ambtsbekleder                          | Functie                                            | Partij                       |
| ------------- | ------------- | -------------------------------------- | -------------------------------------------------- | ---------------------------- |
|               |               | Hubert Pierlot (1883-1965)             | Eerste Minister                                    | Katholiek Blok               |
|               |               | Hendrik de Man (1885-1953)             | Lid van de Ministerraad                            | BWP                          |
|               |               | Paul-Emile Janson (1872-1944)          | Lid van de Ministerraad                            | extraparlementair (liberaal) |
|               |               | Eugène Soudan (1880-1960)              | Minister Justitie                                  | BWP                          |
|               |               | Albert Devèze (1881-1959)              | Minister Binnenlandse Zaken                        | Liberale Partij              |
|               |               | Paul-Henri Spaak (1899-1972)           | Minister Buitenlandse Zaken en Buitenlandse Handel | BWP                          |
|               |               | Camille Gutt (1884-1971)               | Minister Financiën                                 | extraparlementair            |
|               |               | Hendrik Marck (1883-1957)              | Minister Verkeerswezen                             | Katholiek Blok               |
|               |               | Henri Denis (1877-1957)                | Minister Landsverdediging                          | extraparlementair            |
|               |               | Gustave Sap (1886-1940)                | Minister Economische Zaken en Middenstand          | Katholiek Blok               |
|               |               | August Balthazar (1893-1952)           | Minister Arbeid en Sociale Voorzorg                | BWP                          |
|               |               | Arthur Vanderpoorten (1884-1945)       | Minister Openbare Werken en Werkverschaffing       | Liberale Partij              |
|               |               | Jules Duesberg (1881-1947)             | Minister Openbaar Onderwijs                        | extraparlementair            |
|               |               | Albert de Vleeschauwer (1897-1971)     | Minister Koloniën                                  | Katholiek Blok               |
|               |               | Marcel-Henri Jaspar (1901-1982)        | Minister Volksgezondheid                           | Liberale Partij              |
|               |               | Arthur Wauters (1890-1960)             | Minister Nationale Inlichting                      | BWP                          |
|               |               | Charles d'Aspremont Lynden (1888-1967) | Minister Landbouw                                  | Katholiek Blok               |
|               |               | Antoine Delfosse (1895-1980)           | Minister Ravitaillering                            | Katholiek Blok               |